# آذریخ

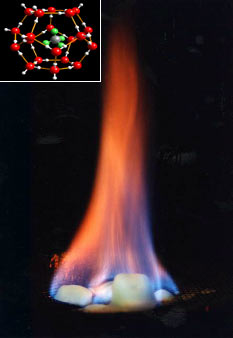
سوختن آذریخ

آذر یخ، یخ آتشین یا هیدرات متان (به انگلیسی: Methane Clathrate) یک ترکیب کلاترات یا به عبارت بهتر هیدرات گازی است که در آن، مولکول‌های متان در شبکهٔ بلوری آب گیر افتاده‌اند که حالت جامدی شبیه به یخ دارد.

## شکل‌گیری
تولید متان نیز مانند گاز طبیعی با تخریب بافت‌های گیاهی آغاز می‌شود. متان تولیدی از میان خلل و فرج سنگ‌های پوسته به اعماق آن نفوذ می‌کند و در صورتی که شرایط مهیا باشد، به هیدرات متان تبدیل خواهد شد. این فرایند به دمای نزدیک به صفر درجه سانتی‌گراد و فشار حدود ۵۰ اتمسفر (۵۰ برابر فشار هوا در سطح دریا) نیاز دارد تا بلورهای یخ بتوانند متان تولیدشده را درون ساختار چند ضلعی‌شان حبس کنند. در عمل، این شرایط عمدتاً در میان و زیر لایه‌های یخ اعماق دریاها و اقیانوس‌های منطقه فلات قاره و در عمق ۲۰۰ تا ۴۰۰ متری آب فراهم می‌شود.

## در استخراج منابع زیرزمینی
مهندسان همیشه به‌طور اتفاقی در حین حفاری ذخایر نفت و گاز، آن‌هم به عنوان عامل ترکیدگی لوله‌ها یا انسداد خطوط با این ترکیب برخورد می‌کردند. دیدگاه‌ها زمانی تغییر کرد که مشاهدات نشان داد در اطراف بسیاری از سایت‌های رها شده، گاز متان فضای منافذ یخ را با غلظتی حدود ۵۰ درصد یا بالاتر و چگالی ۱۶۰ برابر چگالی‌اش در دما و فشار روی زمین پوشانده است. این کشف، لایه‌های یخ را به معدنی طلایی برای کشورهای مختلف و شرکت‌های انرژی تبدیل کرد.

## ساختار و ترکیب

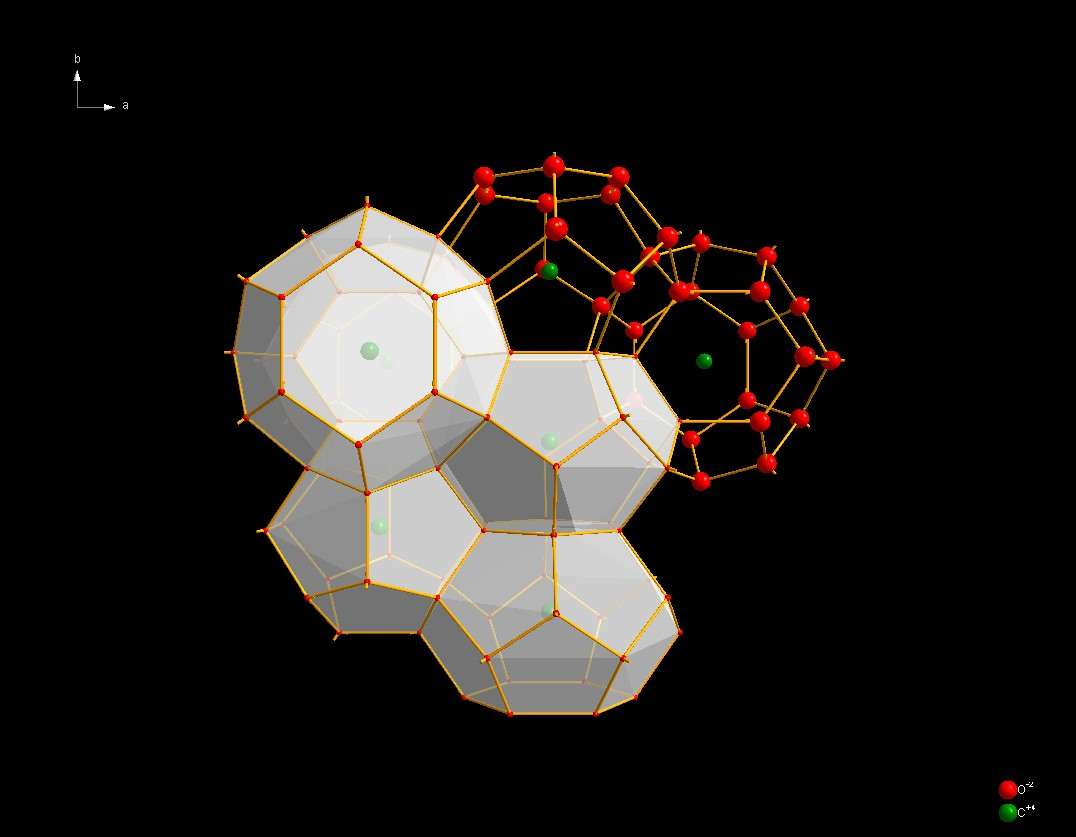
ساختار فضایی آذریخ

فرمول بسته آذریخ، CH4)4(H2O)23) است. نسبت استوکیومتری متان به آب برابر ۱ به ۵٬۷۵ است. یعنی به ازای هر ۴ مول متان ۲۳ مول آب مورد در آن ساختار وجود دارد. هرچند ساختار کامل آذریخ، با توجه به میزان متان گیرافتاده در شبکه بلوری مشخص می‌گردد، اما چگالی این ترکیب تقریباً ۰٬۹ گرم بر سانتیمتر مکعب است. که این نشان از آن دارد که آذریخ بر روی آب شناور می‌ماند.

## استخراج
تا به امروز دو روش برای استخراج متان به‌کارگرفته شده است:
- حفاری منطقه و کاهش فشار اولیه است که اجازه می‌دهد این گاز از هیدرات متان جدا شده و به سمت دهانه چاه‌ها صعود کند.
- پمپاژ بخار یا آب داغ است که می‌تواند متان را از شبکه یخی محیط بر آن جدا کند.[۲]

برآورد می‌شود، بین ۰٫۷ تا 5 هزار میلیارد مترمکعب هیدرات متان به تنهایی در منطقه آلاسکا وجود داشته باشد. این مقدار دست‌کم می‌تواند ۱۰۰ میلیون خانه را برای یک دهه گرم کند.